# ISO TC 215
Das Technische Komitee ISO TC 215 (Health Informatics) befasst sich mit der Normung von Informationen im Bereich Gesundheit. Dies betrifft die Struktur der Informationen und deren Kommunikation. Ziel ist es, die Interoperabilität zwischen unabhängigen Systemen und die Kompatibilität und Konsistenz der Daten im Gesundheitsbereich zu verbessern, um redundante Informationen und Aufwände zu minimieren.
Das Arbeitsgebiet Informations- und Kommunikationstechnik beinhaltet, aber ist nicht beschränkt auf:
- Gesundheitsversorgung
- Prävention und die Kontrolle von Krankheiten
- Gesundheitsförderung
- Gesundheitswesen und -überwachung
- Klinische Forschung mit Bezug Gesundheitsleistungen